# Bea Uusma
Mari Beatrice "Bea" Uusma, (precedentemente Uusma Schyffert) (Lidingö, 20 marzo 1966), è una scrittrice, illustratrice medico svedese, nota in particolare per il libro per bambini sull'astronauta americano Michael Collins e l'Apollo11 (The Astronaut Who Was Not Allowed to Land)  e per la ricerca sul fallito viaggio in mongolfiera dell'ingegnere Andrée e dei suoi membri della spedizione al Polo Nord (The Expedition: My Love Story). Grazie a questo libro ha ottenuto nel 2013 il Premio August nella saggistica.

## Biografia
Uusma è nata e cresciuta a Lidingö, nella contea di Stoccolma. Sua sorella è l'attrice svedese Martina Haag. Ha lavorato come illustratrice e nel 1999 ha scritto un libro per bambini sull'astronauta americano Michael Collins, intitolato The Astronaut Who Was Not Allowed to Land.
A Michael Collins fu infatti ordinato di rimanere a bordo della prima navicella spaziale atterrata sulla luna mentre gli altri due componenti dell'equipaggio, Neil Armstrong e Buzz Aldrin, muovevano i primi passi sulla superficie lunare. Nel 2011 il Teatro della città di Göteborg ha messo in scena il libro come spettacolo teatrale.
A metà degli anni '90, Uusma si interessò molto alla spedizione artica  in mongolfiera di S. A. Andrée del 1897 e cercò di scoprire cosa fosse successo ai membri della spedizione. Uusma si reca al Polo Nord e scava negli archivi per trovare la causa della morte di Andrée e dei suoi uomini. Da questa ricerca è nato il libro The Expedition: My Love Story pubblicato da Norstedts förlag e successivamente è stata nominata la massima esperta svedese della spedizione di André. Per il libro Uusma ha ricevuto nel 2013 il Premio August nella categoria saggistica.
Dopo aver lavorato a lungo come illustratrice, Uusma ha iniziato a studiare medicina laureandosi nel 2012 presso l'ospedale universitario Karolinska Institutet di Stoccolma. Dice che il lavoro come medico l'ha aiutata a capire il destino della spedizione di André e di cosa potrebbero essere morti i partecipanti alla spedizione.
Nel 2020, Bea Uusma ha iniziato un progetto presso il laboratorio del patrimonio culturale dello Swedish National Heritage Board a Visby insieme a un team di ricerca per analizzare il diario di Andrée per la prima volta dal 1931. Senza la tecnologia moderna, è stato possibile leggere solo una parola su tre, in parte perché l'agenda è infestata dalla muffa. La speranza è quella di avvicinarsi alla soluzione del mistero di ciò che ha portato alla morte dei membri della spedizione. Nel giugno 2024 è stata organizzata una nuova spedizione di ricerca all'isola  Vitön (Kvitøya).

### In televisione
Nella stagione 2016/2017, Bea ha partecipato al programma På spåret insieme a Kristoffer Appelquist. La squadra ha perso un match contro Ronny Svensson e Anne-Lie Rydé, e ha vinto un match contro Olivia Wigzell e Göran Hägglund. La squadra è andata ai quarti di finale e ha perso contro Åsa Sandell e Jonas Eriksson.  Nel 2018, il team ha partecipato nuovamente a På Spåret. La squadra ha vinto una partita e ne ha persa una nella fase a gironi.
Nell'autunno del 2022, Bea Uusma ha partecipato al programma Alla mot alla con Filip e Fredrik insieme a Magnus Betnér. La coppia ha perso in semifinale contro Ebba Kleberg von Sydow e Olof Lundh.

## Vita privata
Tra il 1996 e il 2013 è stata sposata con il comico Henrik Schyffert, dal quale ha due figli.

## Opere
- (EN) Bea Uusma Schyffert, The Man Who Went to the Far Side of the Moon: The Story of Apollo 11 Astronaut Michael Collins, Chronicle Books, 2003, ISBN 978-0811840071.
- (EN) Bea Uusma e Agnes Broomé, The expedition: a love story: solving the mystery of a Polar tragedy, Londra, Head of Zeus, 2014, ISBN 978-1-78185-962-9.
- (EN) Bea Uusma, The expedition: the forgotten story of a polar tragedy, Head of Zeus, 2014.

## Premi e riconoscimenti
- 2002 -  Premio Svedese per l'Arte del Libro
- 2002 - Premio del Concorso Internazionale del Libro d'Arte
- 2003 - Migliori libri del 2003 School Library Journal
- 2004 - Selezione delle scelte CCCB
- 2004 - Assegnazione dell'American Library Association come Notable Books for Children
- 2004 - Assegnazione del Batchelder Honor Book all'American Library Association
- 2004 - Assegnazione del libro d'onore all'American Library Association Nonfiction
- 2006 - Candidato al Louisiana Young Readers' Choice
- 2013 - Premio Agosto

## Apparizioni televisive
- 2016–2018 – På spåret (serie TV)
- 2018 – Una storia di famiglia (serie TV)
- 2022 – Tutti contro tutti con Filip e Fredrik (serie TV)